# چاه کلیر (ایرانشهر)
چاه کلیر یک منطقهٔ مسکونی در ایران است که در دهستان بزمان واقع شده‌است. چاه کلیر ۱۵۲ نفر جمعیت دارد.